# Petter Henning (ishockeyspelare)
Petter Henning, född 15 september 1980 i Umeå, är en svensk före detta professionell ishockeyspelare. Hans moderklubb är Östersunds IK.
Henning var med och avancerade Karlskrona HK till Division 1 2008.